# Juan Jacobo Torres Bodega de Totontepec
Juan Jacobo Torres Bodega de Totontepec är en ort i Mexiko.   Den ligger i kommunen San Andrés Tuxtla och delstaten Veracruz, i den sydöstra delen av landet, 400 km öster om huvudstaden Mexico City. Juan Jacobo Torres Bodega de Totontepec ligger 40 meter över havet och antalet invånare är 1 734.
Terrängen runt Juan Jacobo Torres Bodega de Totontepec är platt västerut, men österut är den kuperad. Runt Juan Jacobo Torres Bodega de Totontepec är det ganska glesbefolkat, med 47 invånare per kvadratkilometer. Närmaste större samhälle är San Andres Tuxtla, 13,4 km norr om Juan Jacobo Torres Bodega de Totontepec. Omgivningarna runt Juan Jacobo Torres Bodega de Totontepec är en mosaik av jordbruksmark och naturlig växtlighet.